# Platinum (Alaska)
Platinum è una città dell'Alaska di 41 abitanti.